# 3039 Yangel
3039 Yangel este un asteroid din centura principală, descoperit pe 26 septembrie 1978 de Liudmila Juravliova.